# Кам'янське (Керченський район)
Ка́м'янське, до 1948 — Ак-Манай (крим. Aq Manay) — село Керченського району Автономної Республіки Крим.

## Археологічні розвідки
Біля Кам'янського знайдено рештки кримсько-османської фортеці Арабат.

## Історія
Перша документальна згадка села зустрічається в Камеральному Описі Криму … 1784 , судячи з якого, в останній період Кримського ханства Ак- Манай входив до Арабатську кадилик Кефінського каймаканства. Після анексії Криму Російською імперією 8 лютого 1784 , село була приписана до Левкопольскому повіту Таврійської області, а після ліквідації в 1787 році Левкопольского — до Феодосійського повіту. Після Павловських реформ, з 12 грудня 1792 по 1802 рік, входила до Акмечетська повіт Новоросійської губернії. За новим адміністративним поділом, після створення 8 (20) жовтня 1802 Таврійської губернії, Ак-Монай був включений до складу Парпачського волості Феодосійського повіту.
За Відомості про число селищ, назвах оних, у них дворів … перебувають у Феодосійському повіті від 14 жовтня 1805, у селі Акманай значилося 23 двору і 116 жителів. На військово — топографічній карті генерал-майора Мухіна 1817 село Акманай позначена з 23 дворами. Після реформи волосного поділу 1829 Анмонай, згідно "Відомості про казенних волостях Таврійської губернії 1829 р ", віднесли до Агерманской волості (перейменованої з Парпачського). На карті 1842 Ак-Манай позначений з 41 двором.
У 1860- х роках, після земської реформи Олександра II, поселення приписали до Владиславському волості. Згідно з " Списком населених місць Таврійської губернії за відомостями 1864 ", складеному за результатами VIII ревізії 1864 року, Акмонай — владельческая татарська село з 35 дворами , 235 жителями, мечеттю і каменоломнею при Азовському морі. На трьохверстовій мапі 1865—1876 року в селі Ак-Манай позначено 35 дворів. За "Пам'ятною книзі Таврійської губернії 1889р ", за результатами Х ревізії 1887 , у селі Ак-Монай значилося 97 дворів і 512 жителів. За "… Пам'ятною книжці Таврійської губернії на 1892 " у селі Акмонай, що входила в Арма — Елінське сільське суспільство, значилося 126 жителів в 19 домогосподарствах, а в не входило в сільське суспільство Акмонае — 291 безземельний.
Після земської реформи 1890- х років село залишилася складі перетвореної Владиславському волості. Перепис 1897 зафіксувала в селі Ак-Монай 725 жителів, з яких 162 православних і 542 мусульманина. За «… Пам'ятною книжці Таврійської губернії на 1902» у селі Акмонай значилося 593 жителя в 20 домогосподарствах. У Статистичному довіднику Таврійської губернії. Ч. II — Статистичний нарис, випуск сьомий Феодосійський повіт, 1915 р. під Владиславському волості Феодосійського повіту значиться село Акмонай.
За Радянської влади, за постановою Кримревкома від 8 січня 1921 була скасована волосна система і, за Списком населених пунктів Кримської АРСР з Всесоюзного перепису 17 грудня 1926, село Ак-Монай було центром Ак-Монайські сільради Феодосійського району. 15 вересня 1931 Феодосійський район скасували і село включили до складу Ленінського.
За переписом 1897 року кількість мешканців зросла до 725 осіб (409 чоловічої статі та 316 — жіночої), з яких 162 — православної віри, 542 — магометанської.
У 1944 році, після звільнення Криму від нацистів, згідно з Постановою ДКО № 5859 від 11 травня 1944, 18 травня кримські татари були депортовані до Середньої Азії. Указом Президії Верховної Ради РРФСР від 21 серпня 1945 Ак-Монай був перейменований в Кам'янське і Ак-Монайську сільраду — в Кам'янську. Час ліквідації сільради поки не встановлено, мабуть, це сталося в кампанію укрупнення 1962, оскільки на 1968 він вже не існував.

## Відомі люди
- В'ялова Людмила Іванівна — Герой Соціалістичної праці, депутат Верховної Ради УРСР 7-9-го скликання.